# Атлантический период
| Эпоха                                          | Климатическая стадия                           | Подстадия                                      | Начало (примерно), лет назад                   | Ярус (век) по IUGS (декабрь 2024) |
| ---------------------------------------------- | ---------------------------------------------- | ---------------------------------------------- | ---------------------------------------------- | --------------------------------- |
| Голоцен                                        | Субатлантик                                    | Похолодание                                    | 800                                            | Мегхалайский                      |
| Голоцен                                        | Субатлантик                                    | Потепление                                     | 1800                                           | Мегхалайский                      |
| Голоцен                                        | Субатлантик                                    | Похолодание                                    | 2600                                           | Мегхалайский                      |
| Голоцен                                        | Суббореал                                      | Похолодание                                    | 3200                                           | Мегхалайский                      |
| Голоцен                                        | Суббореал                                      | Потепление                                     | 4200                                           | Мегхалайский                      |
| Голоцен                                        | Суббореал                                      | Похолодание                                    | 5700                                           | Северогриппианский                |
| Голоцен                                        | Атлантик                                       | Потепление                                     | ~6000                                          | Северогриппианский                |
| Голоцен                                        | Атлантик                                       | Похолодание                                    | ~7000                                          | Северогриппианский                |
| Голоцен                                        | Атлантик                                       | Потепление                                     | 7800                                           | Северогриппианский                |
| Голоцен                                        | Бореал                                         | Похолодание                                    | 8200                                           | Северогриппианский                |
| Голоцен                                        | Бореал                                         | Потепление                                     | 10500                                          | Гренландский                      |
| Голоцен                                        | Пребореал                                      | Похолодание                                    | ~11000                                         | Гренландский                      |
| Голоцен                                        | Пребореал                                      | Потепление                                     | 11700                                          | Гренландский                      |
| Плейстоцен                                     |                                                |                                                |                                                |                                   |
| Поздний дриас                                  | Похолодание                                    | 12900                                          | Верхний                                        |                                   |
| Только для Северной Европы. Калиброванные даты | Только для Северной Европы. Калиброванные даты | Только для Северной Европы. Калиброванные даты | Только для Северной Европы. Калиброванные даты | п о р                             |

Атлантический период — самый тёплый и влажный период голоцена Северной Европы согласно классификации Блитта—Сернандера. Климат в это время был в целом теплее нынешнего. Ему предшествовал бореальный период, когда климат был похож на современный, а за ним следовал суббореальный период, переходный к современному.
Будучи самым жарким периодом голоцена, атлантический период часто обозначается как голоценовый климатический оптимум. В северной Африке атлантическому периоду примерно соответствовал неолитический субплювиал.

## Датировка

### Спорность хронологических границ
Атлантический период соответствует пыльцовой зоне VII. Иногда выделяется доатлантический или ранний атлантический период на основании раннего резкого похолодания. Другие учёные относят атлантический период ко времени после указанного резкого похолодания, и относят последнее к предшествовавшему бореальному периоду. Дискуссия по поводу хронологических границ атлантического периода ещё не завершена.

### Начало атлантического периода
Вопрос о начале атлантического периода связан с критериями его определения.
На основании температур, полученных по образцам ледового щита Гренландии, можно датировать начало раннего атлантического или доатлантического периода около 8040 года до н. э., где линия изотопа 18O находится на уровне 33 ppm на комбинированной кривой, что закончилось известным похолоданием 6200 г. до н. э.
Можно также определить единый атлантический период, начиная с указанного похолодания.
Исходя из критерия уровня озёр, Кулькова и др. определяют атлантический период в границах 8000—5000 лет назад. Ранний атлантический период, AT1, был периодом высокого уровня озёр, 8000—7000 лет назад; в средний атлантический период, AT2, уровень озёр был низким, 7000—6500; а в поздний атлантический период I, 6500—6000, и II, 6000—5700, уровни озёр вновь стали повышаться. Для каждого из субпериодов наблюдается собственное характерное соотношение биологических видов.

### Аномалии
В результате таяния ледников на Северном полюсе в 6200 г. до н. э. произошёл массовый сток холодной воды в Атлантику, приведший к резкому похолоданию, повышению уровня Средиземного моря и расширению Чёрного моря. Около 100 лет спустя продолжением данного процесса был массовый оползень в Скандинавии, известный под названием Стурегга, приведший к исчезновению Доггерленда.

### Поздний атлантический период
Крайне сложно определить границу окончания периода в привязке только к критерию ледяной коры, поскольку измерения всё ещё дают слишком большой разброс показателей, и согласование данных от различных исследователей ещё не завершено. Многие считают, что значительное падение температуры наступило после 4800 г. до н. э.
Ещё одним критерием является биологическая стратиграфия: сокращение территории распространения вяза. Оно заметно в различных регионах в период между 4300 и 3100 гг. до н. э.
Основные события позднего атлантического периода:
- Стурегга — 6100 г. до н. э.
- Черноморский потоп — 5600 г. до н. э.
- Древний перон, или старший перон 5000—4100 г. до н. э.
- Засуха 3900 лет до н. э.

## Характеристика
Атлантический период был временем подъёма температуры и морской трансгрессии, в частности, в окрестностях современной Дании (затопление Доггерленда). К концу периода море поднялось на 3 метра выше нынешнего. Обнаруженные на побережье Дании устрицы нуждались в низкосолёной воде. Имели место приливы высотой до 1 метра. Уровень внутренних озёр по всей Европе был в целом выше современного, с флуктуациями.
На месте замкнутого Анцилового озера в результате таяния ледников образуется открытое Литориновое море, границы которого всё ещё отличались от нынешнего Балтийского моря.
Мангышлакская регрессия Каспийского моря сменилась в первую фазу атлантического периода новокаспийской трансгрессией.
Подъём температуры привёл к расширению южной климатической зоны на север за относительно короткое время. Границы роста деревьев на северных горах поднялись с 600 до 900 метров. Теплолюбивые виды мигрировали на север; они не вытеснили местные виды, но изменили в свою пользу процентное соотношение растительности. В центральной Европе бореальные леса были вытеснены лиственными, которые хотя и имели более густой полог, были в то же время более редкими в основании.
В 2005 г. Ф. Вира (F. Vera) оспорил теорию густого полога. Как он указывал, дуб и орешник требуют больше света, чем обеспечивает густой полог. Вира предполагает, что низины были более открытыми, а низкая частота травяной пыльцы была вызвана тем, что её поедали крупные травоядные, такие, как тур и дикая лошадь.

## Флора
Во время атлантического периода умеренные лиственные леса южной и центральной Европы распространились на север, где вытеснили бореальный смешанный лес, который сохранился на горных склонах. На территории Дании были распространены омела, чилим и плющ. Количество травяной пыльцы снизилось. Леса из мягкой древесины были вытеснены твёрдодревесными. Дуб, липа (как сердцевидная, так и плосколистная), бук, орешник, вяз, ольха и ясень вытеснили берёзу и сосну, распространившись с юга на север. По данной причине иногда атлантический период называют «периодом ольхи, вяза и липы»..
На северо-востоке Европы ранний атлантический лес подвергся лишь незначительному воздействию температурных факторов. Лес в этих регионах продолжал быть сосновым, тогда как подлесок составляли лещина, ольха, берёза и ива. Лишь около 7 % леса составляли широколиственные растения — фактически их уровень упал до бореального в ходе похолодания в среднем атлантическом периоде. Во время более тёплого позднего атлантического периода широколиственные леса составили 34 % от всего леса.
Вдоль Дуная и Рейна и далее на север вдоль их притоков, на леса оказал влияние человеческий фактор: приход с востока носителей линейно-ленточной керамики, которые расчищали от леса земли, пригодные для пашни, используя подсечно-огневой метод. Эта культура процветала около 5500—4500 гг. до н. э., то есть целиком в пределах атлантического периода.
К концу атлантического периода пашенные и пастбищные земли распространились на большей части Европы, и когда-то девственные леса превратились в отдельные лесные фрагменты. Конец атлантического периода отмечается резким сокращением территории распространения пыльцы вяза, что рассматривается как результат человеческого производства продуктов. В последующий более холодный суббореальный период, лесистая местность вновь стала уступать место открытому ландшафту.
- Вяз шершавый (Ulmus glabra)
- Плющ обыкновенный (Hedera helix)
- Чилим (Trapa natans)
- Липа сердцевидная (Tilia cordata)
- Липа крупнолистная (Tilia platyphyllos)
- Буковый лес, Словения
- Дуб, повреждённый молнией
- Липы (Чехия, аллея Валленштейна)

## Фауна
Наиболее ярко фауну атлантического периода отражают кучи пищевых отходов культуры Эртебёлле в Дании и подобных культур в других частях Европы. Дания в это время представляла собой архипелаг. Люди обитали вдоль побережья, где в морях изобиловала морская живность, на болотах — птицы, а в лесах было много оленей, диких свиней и мелкой дичи.
Более высокий уровень моря сгладил эффект подводной токсичной зоны Балтийского моря. В нём изобиловали виды, ныне редкие — такие, как анчоус, Engraulis encrasicolus, и трёхиглая колюшка, Gasterosteus aculeatus. Также водились щука, пресноводный сиг, треска и налим. Также в то время засвидетельствованы три вида тюленей: кольчатая нерпа, гренландский тюлень и серый тюлень. Люди мезолита охотились на них и на китов в эстуариях.
Птицы в основном были морскими: краснозобая гагара, чернозобая гагара и северная олуша. Кудрявый пеликан (Pelecanus crispus), который в настоящее время обитает в юго-восточной Европе, в то время обитал в Дании. Глухарь обитал на лесистых территориях.
В лесном пологе обитали многочисленные мелкие животные — такие, как белка, Sciuris vulgaris. Широко была распространена водяная ночница. На крупных деревьях и вокруг них охотились лесной кот, лесная куница, хорёк (Mustela putorius) и волк.
В подлеске обитали крупные травоядные животные: благородный олень, европейская косуля и дикий кабан. Не все равнинные животные покинули свои места после того, как равнины оказались покрыты лесами. Многие из этих животных продолжали обитать на опушках и лугах — среди них были тур, предок современного крупного рогатого скота, а также дикая лошадь. Лошади к тому времени не были ещё истреблены в дикой природе, а их область распространения не была ещё ограничена равнинами в восточной Европе, более того, они были распространены далеко не только на территории индоевропейских культур. На диких лошадей охотились, в частности, носители культуры Эртебёлле, обитатели Венгерской равнины и др.
- Водяная ночница
- Хорёк (Mustela putorius)
- Дикий кабан. Худ. Антон Шмитц.
- Европейская косуля
- Кудрявый пеликан
- Глухарь
- Олуша
- Краснозобая гагара
- Gasterosteus aculeatus

## Археология
В северной Европе, в отличие от южной и восточной Европы, сохранялись мезолитические культуры. Культура Конгемозе (6400—5400 гг. до н. э.) обитала вдоль морского и озёрного побережья Дании. Позднее, ввиду подъёма вод Литоринового моря, прибрежные поселения культуры Конгемозе были заброшены, и её сменила культура Эртебёлле (5400—3900 гг. до н. э.), чьи поселения располагались плотнее вдоль побережья.
Северо-восточная Европа в раннем атлантическом периоде была необитаемой. Когда мезолитические поселенцы культуры Сертуань появились там в среднеатлантическом периоде около 5000 г. до н. э., у них уже была керамика, и они были более оседлыми, чем прежние охотники и собиратели, однако по-прежнему зависели от местной богатой фауны. Керамика использовалась в низовьях Дона и Волги начиная примерно с 6000 г. до н. э.
В поздний атлантический период культура Сертуань эволюционирует в культуру Рудня, чья керамика напоминает керамику нарвской и днепро-донецкой культур. Указанные культуры, хотя и использовали керамику, во всём остальном сохраняли мезолитический образ жизни. Южнее культура линейно-ленточной керамики начала распространяться вдоль рек с востока в Центральную Европу, что привело к заметной трансформации ландшафта. К востоку от неё в степях самарская культура активно использовала одомашненную лошадь.